# Bledius jacobinus
Bledius jacobinus är en skalbaggsart som beskrevs av Leconte 1877. Bledius jacobinus ingår i släktet Bledius och familjen kortvingar. Inga underarter finns listade i Catalogue of Life.